# Mariano Fortuny y Madrazo
Pour les articles homonymes, voir Mariano Fortuny et Madrazo.
Mariano Fortuny y Madrazo, né à Grenade le 11 mai 1871, et mort à Venise le 3 mai 1949, est un peintre, graveur, couturier et créateur de textile espagnol actif à Venise.
Artiste complet et éclectique, il fut aussi photographe, architecte, sculpteur et scénographe. Il se considère d'ailleurs avant tout comme un inventeur et un artiste peintre.

## Biographie

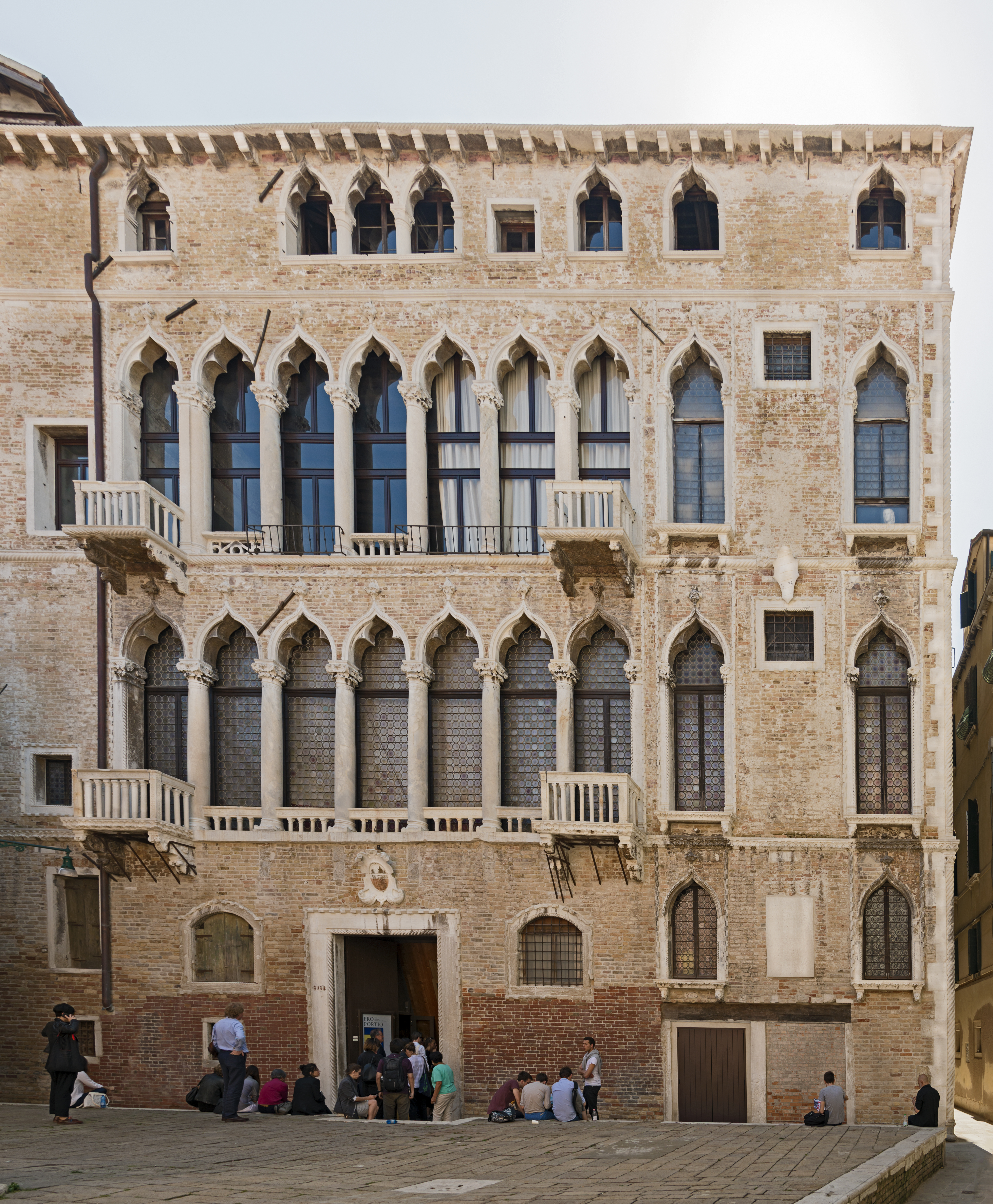
Le Palazzo Fortuny à Venise.

Il est le fils du peintre orientaliste Marià Fortuny Fortuny i Marsal et de Cecilia de Madrazo y Garreta, issue d'une famille de peintres, le père de cette dernière ayant été directeur du musée du Prado. Le père de Mariano Fortuny meurt jeune mais lui lègue une collection d'objet rares (art africain, précolombien, textiles divers, etc.), dont le couturier se sert dans son travail, par exemple, des azulejos dont les motifs ornent ses châles Knossos.
En 1897, il rencontre à Paris Henriette Negrin qu'il épouse quelques années plus tard et dont le rôle de collaboratrice à part entière a été souligné dans une exposition au Musée du Palais Fortuny à Venise. Il crée à Venise vers 1899 une entreprise de textile dont il dessine lui-même des motifs. Dans l'histoire de la mode, son nom reste associé au plissé mais il est également un artiste du motif, variant les inspirations, dans les tissus (coptes, byzantins), les décors (crétois) ou la calligraphie (coufique). Il utilise aussi la teinture progressive. Malgré son statut de couturier, il reprend davantage les formes simples de tenues comme les djellaba ou les toges antiques. En 1911, il expose des châles et des robes marqué par l'hellénisme au musée des arts décoratifs de Paris ; un chroniqueur du Figaro de l'époque écrit : « Cette longue gandoura de gaze imprimée d'argent flotte, ainsi qu'un brouillard destiné à voiler le seuil de cet antre divin. Fortuny est l'inventeur de ces impressions d'or et d'argent qu'il emploie de broderies, sans alourdir l'étoffe ni dénaturer les plis ».
Il s'intéresse également à la gravure, la photographie et la peinture (« Je me suis toujours intéressé à beaucoup de choses, mais la peinture fut mon vrai métier »), déposant plusieurs brevets d'inventions concernant la lumière car il invente ses propres outils. Amateur de Richard Wagner et d'opéra en général, il travaille en effet sur l'éclairage scénique.
Au sommet de sa gloire, il a une boutique à Paris mais aussi à New York.
L'écrivain Marcel Proust s'inspire du travail de Mariano Fortuny dans La Prisonnière (1923) : « C’était dans un tableau de Carpaccio que le fils génial de Venise l'avait pris, c’est des épaules de ce compagnon de la Calza qu'il l'avait détaché pour le jeter sur celles de tant de Parisiennes ». Sans qu'il y ait de preuve sur une prise de contact entre l'écrivain et le couturier, les deux possédaient une connaissance commune, Maria Han de Madrazo, sœur du compositeur Reynaldo Hahn, épouse de l'oncle de Mariano Fortuny. Dans une lettre à cette dernière, Marcel Proust explique qu'il pourrait donner un leitmotiv dans sa Recherche lié à Mariano Fortuny, demandant à sa correspondante si l'artiste s'était inspiré d'un tableau du peintre Vittore Carpaccio pour créer une robe, ce à quoi elle répond par l'affirmative.
Plusieurs femmes célèbres ont porté ses robes à son époque mais aussi parfois plusieurs décennies après sa mort, comme Gloria Vanderbilt, Lauren Hutton ou encore les filles adoptives d'Isadora Duncan.
Il rénove le théâtre privé de la comtesse Martine-Marie-Pol de Béhague, situé à l'hôtel de Béhague (Paris) ; la pièce est inaugurée le 29 mars 1906.
Il a collaboré avec la maison de mode Babani.
À Paris, il a possédé à partir de 1912 une boutique 2 bis rue de Marignan, transférée en 1922 67 rue Pierre-Charron. À Londres, il ouvre une boutique en 1912 29 Maddox Street (en) et Bond Street.
En octobre 2017, une robe de Mariano Fortuny vendue chez Sotheby's atteint le prix de 8 500 euros, allant bien au-delà de l'estimation initiale.

## Réalisations
- 1907 : la robe Delphos en satin de soie plissé, révolutionne la mode de l'époque par sa coupe et les techniques employées à son maintien[1].
- 1912 : le châle Knossos, « inspiré par des fouilles en Crète »[5], pièce créée à l'occasion des « Festes de Bacchus », fut porté par Denise Poiret, la femme du couturier Paul Poiret qui donnait cette fête le 20 juin 1912 au pavillon du Butard. Il mesure 90 × 155 cm. Il fut donné par Madame Poiret de Wilde au musée Galliera en 1985.

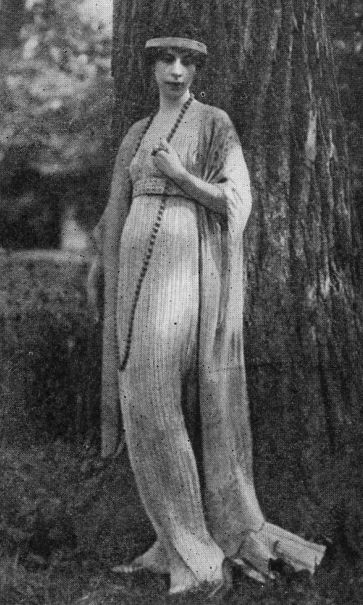
Mme Condé Nast portant une robe de cocktail Fortuny vers 1917, photographie anonyme.

### Œuvre picturale

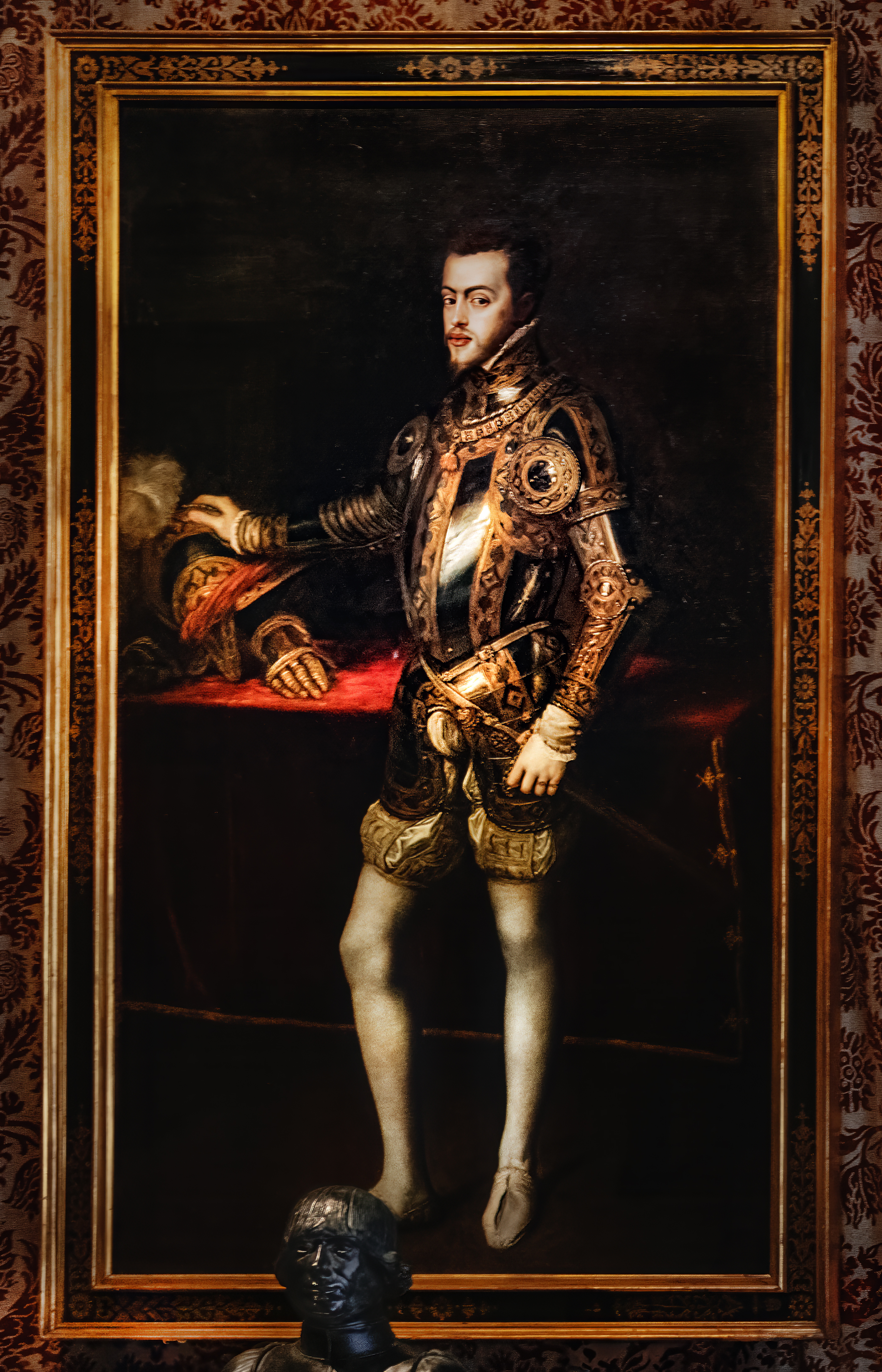
Philipe II d'Espagne en armure copie d'après le Titien.
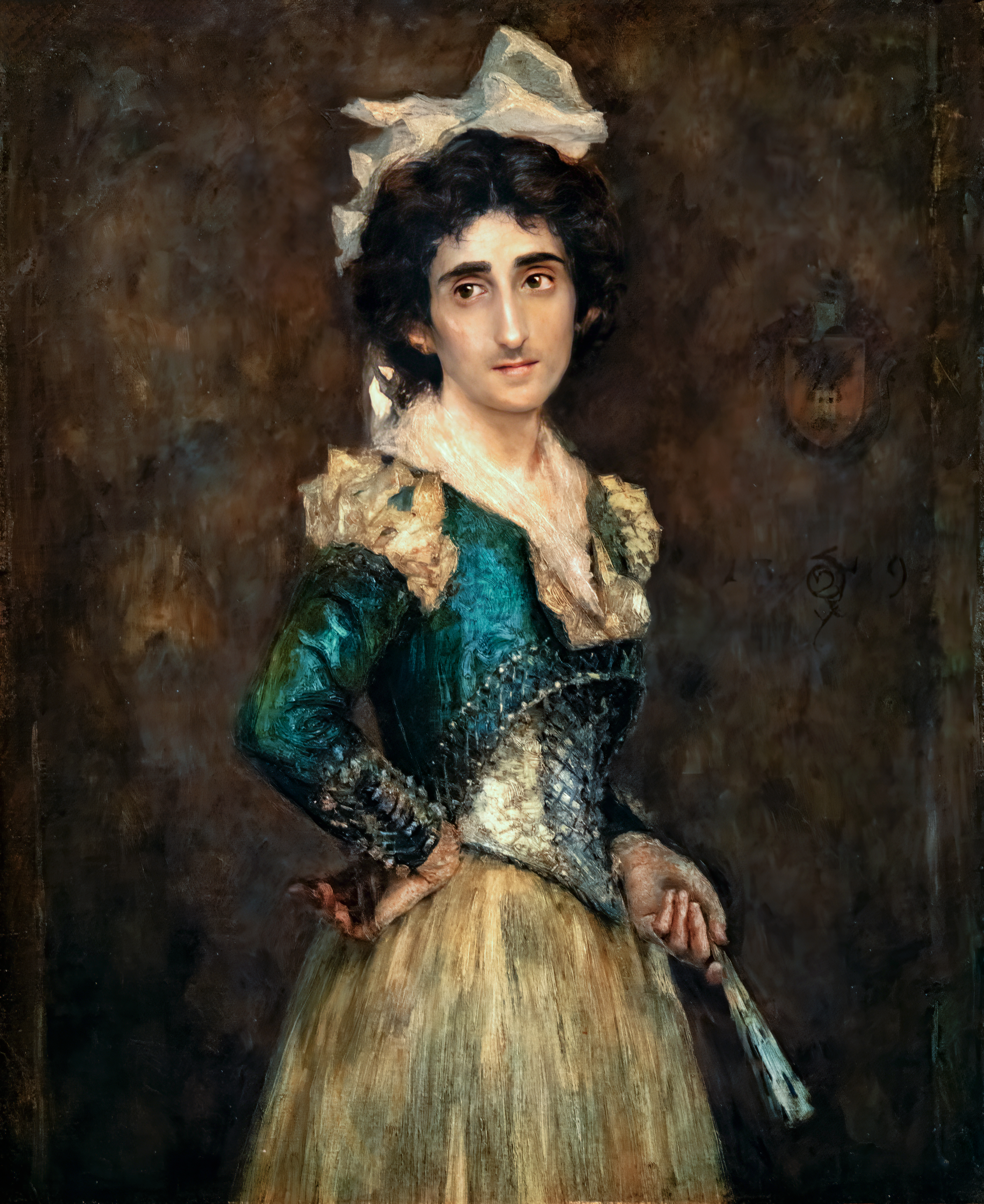
Maria Luisa Fortuny sœur de l'artiste.
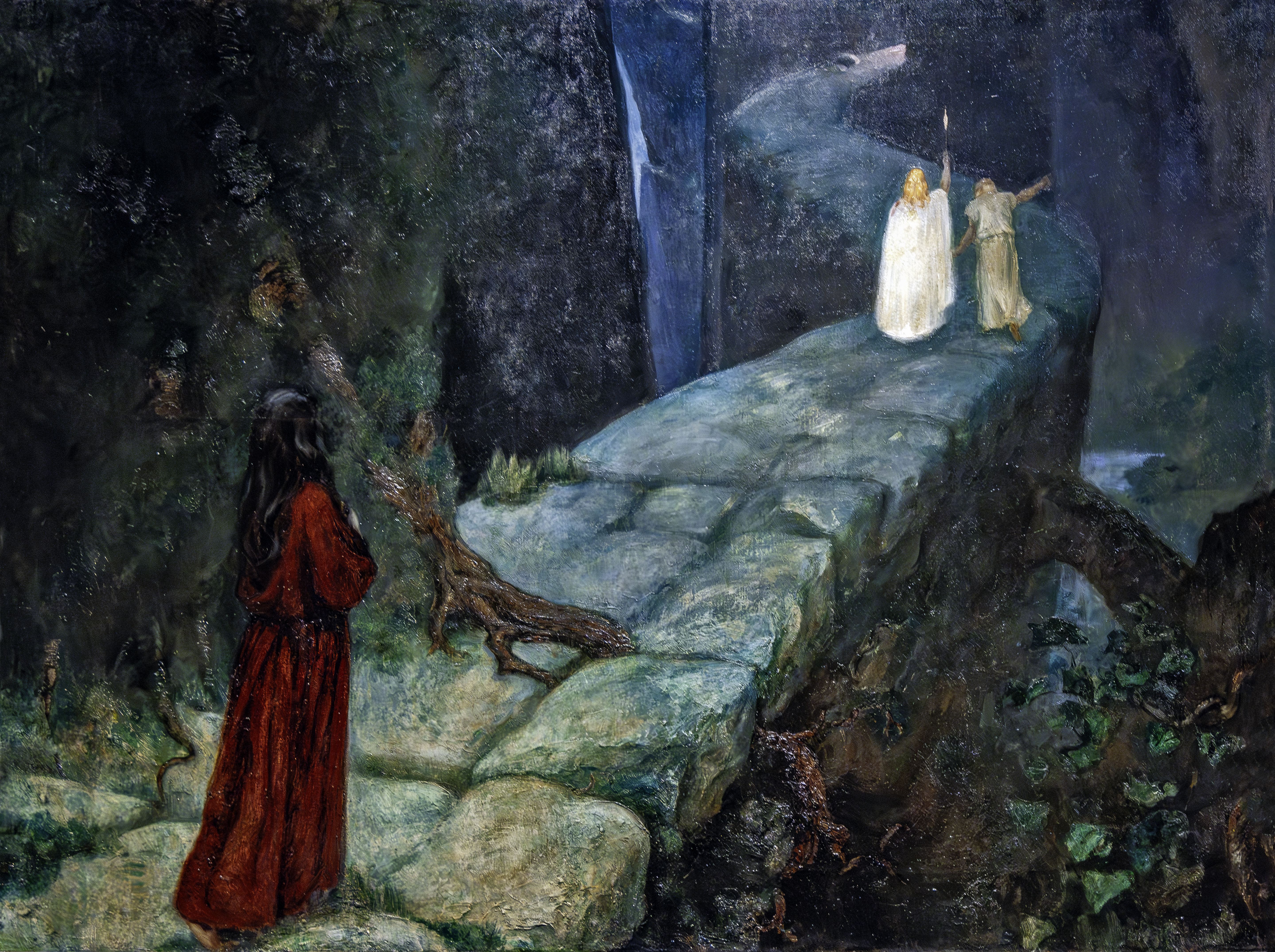
Parsifal, la montée vers le Graal vers 1895
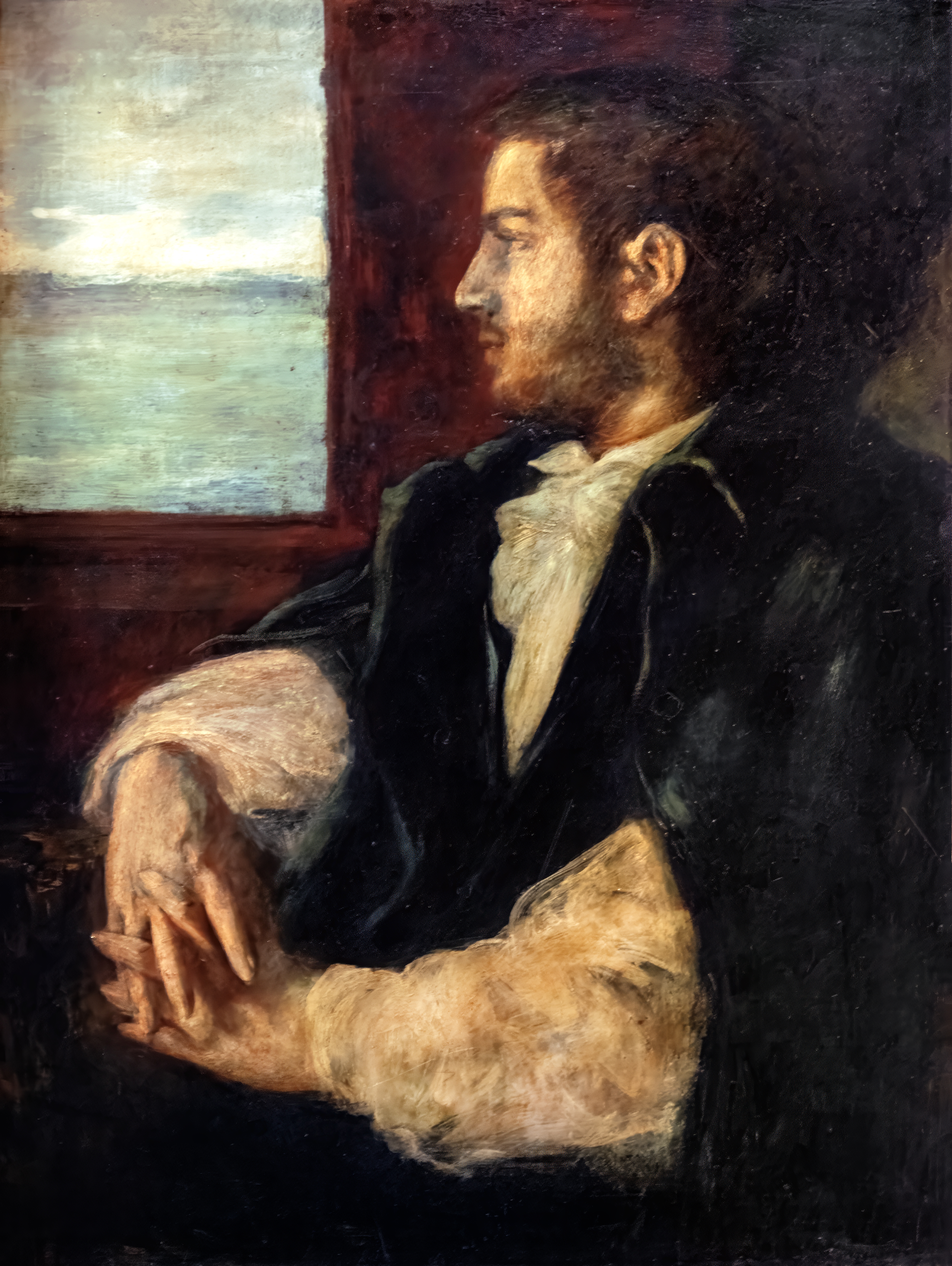
Autoportrait vers 1895.
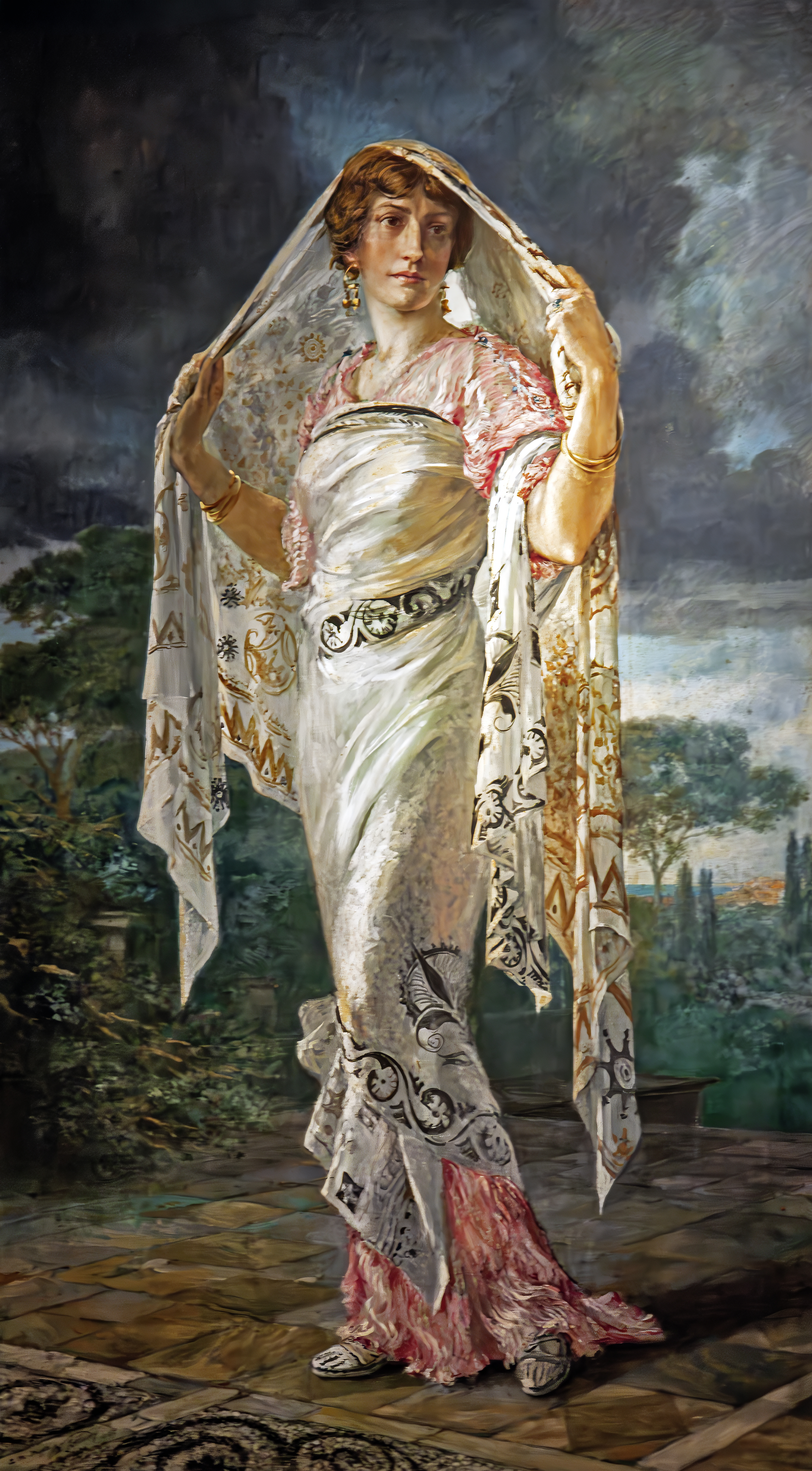
Portrait en pied d'Henriette Fortuny (1935)
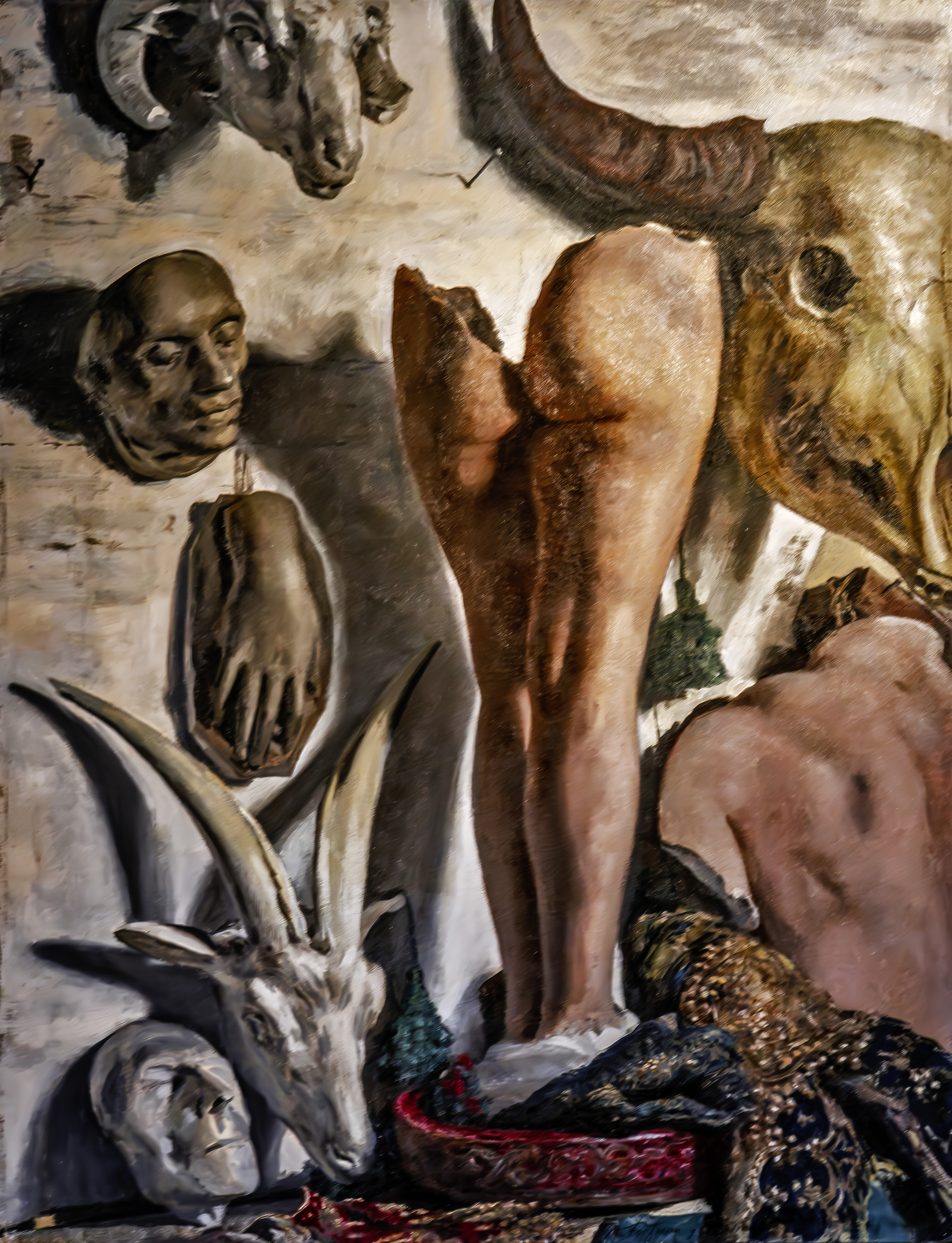
Nature morte (1939)
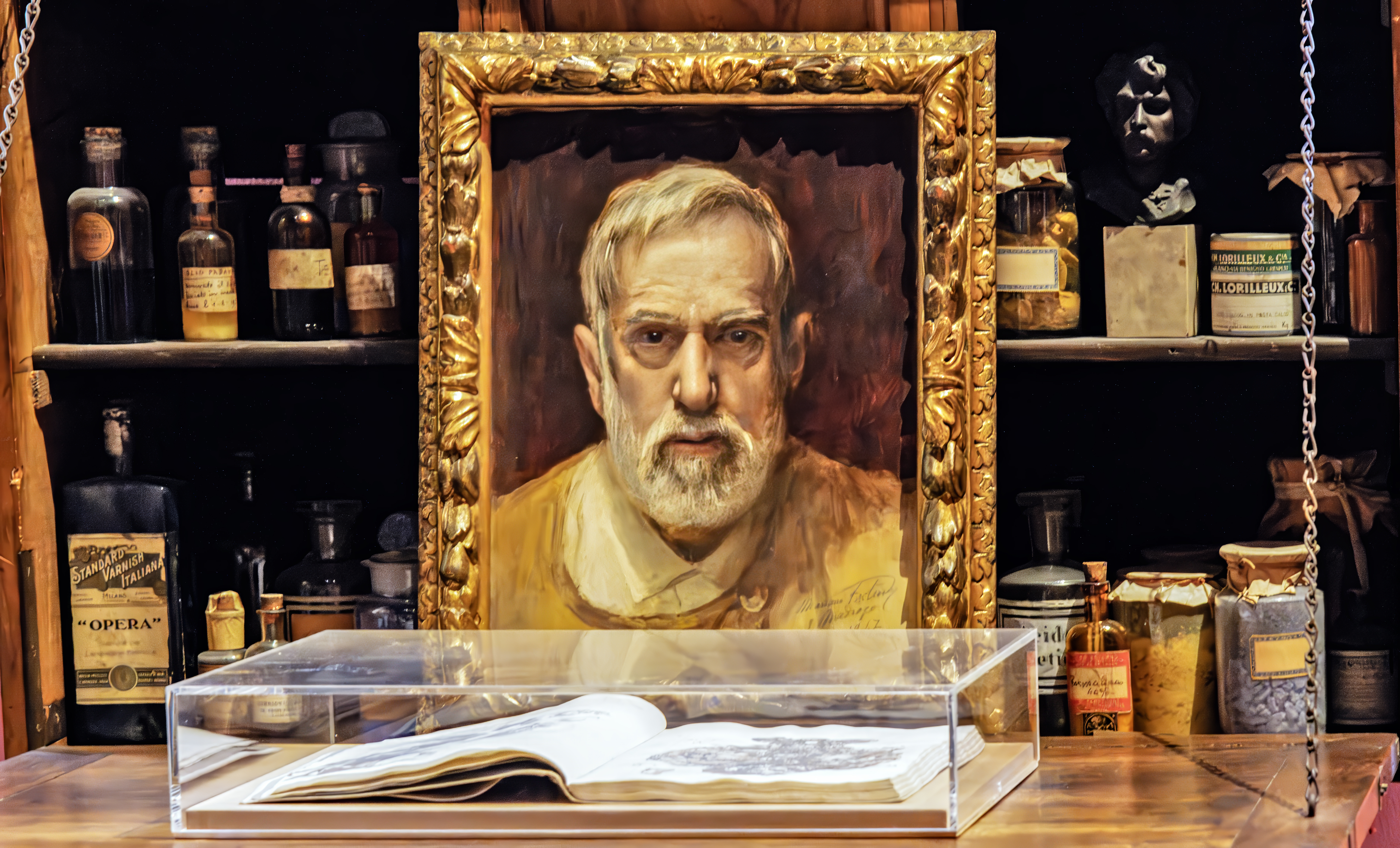
Autoportrait (1945) - mis en scène dans son atelier
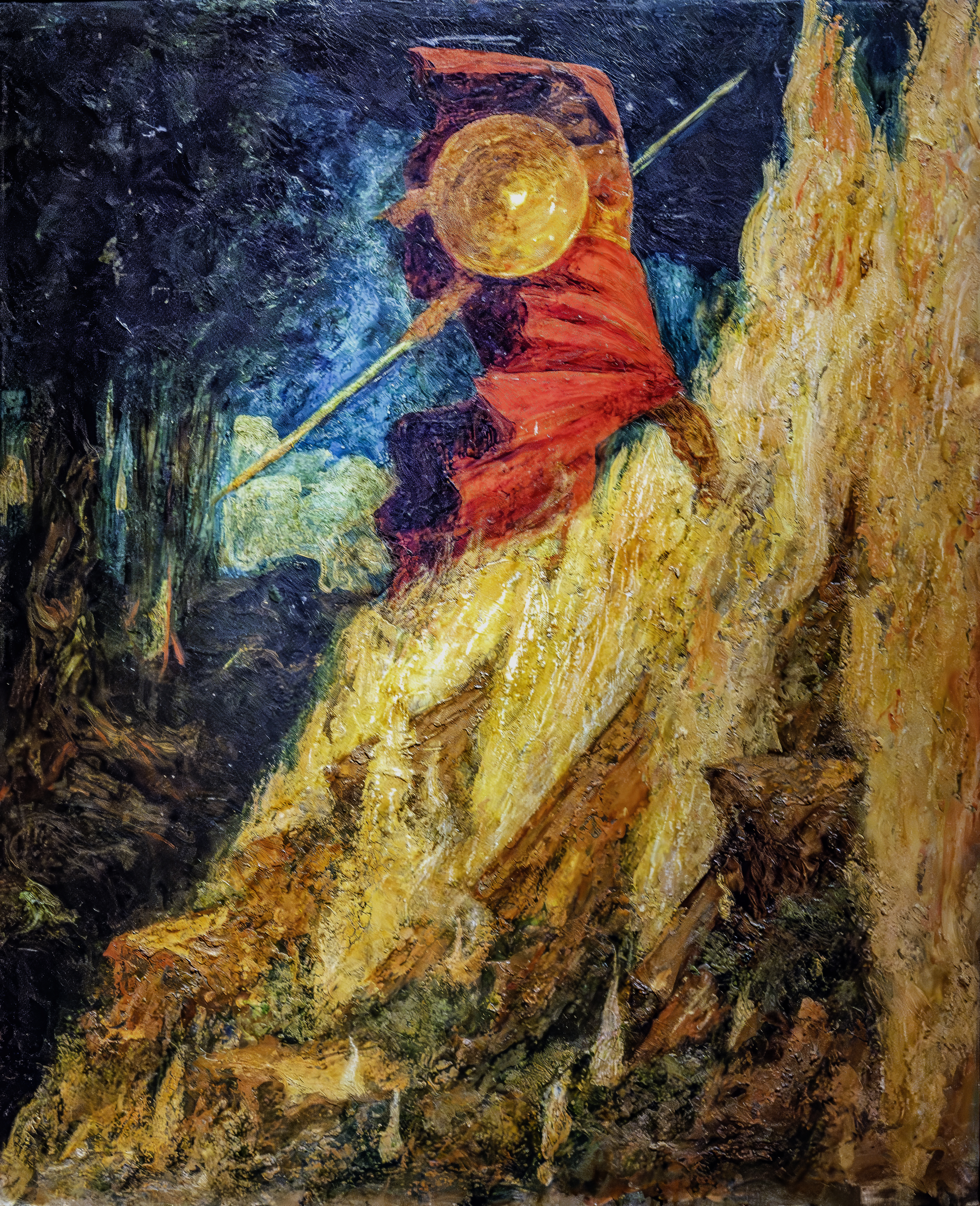
Cycle wagnérien. La Valkyrie, Wotan frappe le rocher d'où surgissent les flammes qui protégeront le rêve de Brunhild

## Expositions
- « Mariano Fortuny », musée des tissus de Lyon. 10 avril - 13 juillet 1980. Commissaire de l'exposition Guillermo de Osma. Première grande exposition internationale, 350 mannequins ont été spécialement fabriqués pour cette occasion, avec des modèles « Delphos » et d’autres variations, notamment en velours de soie. Une collection représentative des différentes techniques créées et mises en œuvre par le couturier, dans la coupe, les plissés, la teinture et les machines qu’il a inventées notamment pour le plissé et les traitements en fonction de la nature des différentes matières utilisées, soies, velours, cotons, pour brocarts, taffetas ou gazes. Création à Lyon, puis départ pour plusieurs capitales mondiales[6]
- « Fortuny, un Espagnol à Venise », palais Galliera, musée de la mode de la ville de Paris, 4 octobre 2017 - 7 janvier 2018[2]